# Dave Eggers
Dave Eggers (Boston, Massachusetts, 12 de marzo de 1970) es un escritor y editor estadounidense.

## Vida
Eggers nació en Boston, Massachusetts, y creció en el suburbio de Chicago, Lake Forest, donde fue compañero de secundaria del actor Vince Vaughn. Asistió a la Universidad de Illinois en Urbana-Champaign. Vive en San Francisco y está casado con la escritora Vendela Vida. En octubre de 2005, Vendela dio a luz a su hija, October Adelaide Eggers Vida.
Su hermano Bill es un investigador que ha trabajado para varias think tanks, realizando investigaciones en privatización. Su hermana, Beth, declaró que su papel en la educación de su hermano Toph había sido burdamente subestimado y que se había hecho uso de sus diarios durante la redacción de Una historia conmovedora, asombrosa y genial (A Heartbreaking Work of Staggering Genius) sin compensarla. El 1 de marzo de 2002, el New York Post informó de que Beth, que en aquel momento ejercía de abogada en Modesto, California, se había suicidado. Eggers habló brevemente sobre la muerte de su hermana durante una entrevista en 2002.
Eggers fue uno de los tres galardonados en los Premios TED en 2008.

## Trayectoria
Eggers comenzó a escribir como editor en Salon.com y fundó la revista Might, mientras escribía un cómic llamado Smarter Feller (originalmente Swell, después Smart Feller) para SF Weekly. Su primer libro fueron unas memorias (con elementos ficticios), llamado Una historia conmovedora, asombrosa y genial (A Heartbreaking Work of Staggering Genius, 2000). Se centra en la lucha del autor para educar a su hermano menor en San Francisco después de la repentina muerte de sus padres. El libro se convirtió rápidamente en un superventas y fue finalista para el Premio Pulitzer en la categoría General No-Ficción.
Las memorias destacan por su originalidad, idiosincrasia y por varios elementos estilísticos e innovadores. A principios de 2001 se publicó en formato rústica económica con una posdata larga y apologética titulada "Mistakes We Knew We Were Making" (Los errores que sabíamos que estábamos cometiendo).
En el año 2002, Eggers publicó su primera novela, You shall know our velocity, una historia sobre el intento frustrado de repartir dinero a gente que se lo mereciese mientras viajaba por el mundo al azar. Una versión ampliada y revisada del libro fue publicada en Sacramento en el año 2003, bajo el mismo título. Desde entonces, ha publicado una colección de cuentos cortos, How we are hungry, y tres series relacionadas con temas políticos para Salon.com. En noviembre de 2005 Eggers publicó Surviving Justice: America's Wrongfully Convicted and Exonerated, una recopilación de entrevistas a exonerados a sentencias de pena de muerte. El libro fue compilado con Lola Vollen, "una física especializada en las desgracias tras abusos a gran escala de los derechos humanos". El novelista Scott Torow escribío la introducción de Surviving Justice. La novela "Qué es el qué: la autobiografía de Valentino Achak Deng" (Randomhouse Mondadori 2008), fue finalista en el 2006 para The National Book Critics Circle Award for Fiction. Eggers es además el editor de Best American Nonrequired Reading series, una antología anual de cuentos cortos, ensayos, reportajes, sátira y cómics alternativos.

## Obras

### Novelas
- Ahora sabréis lo que es correr (You Shall Know Our Velocity, o You Shall Know Our Velocity!) (2002)
- Sacrament (2003), versión revisada y ampliada de Ahora sabréis lo que es correr
- The Unforbidden is Compulsory; or, Optimism (2004), novela corta
- Qué es el qué (What Is the What: The Autobiography of Valentino Achak Deng) (2006)
- Los monstruos (The Wild Things) (2009), novelización de la película Donde viven los monstruos
- Un holograma para el rey (A Hologram for the King) (2012)
- El Círculo (The Circle) (2013)
- Your Fathers, Where Are They? And the Prophets, Do They Live Forever? (2014)
- Héroes de la frontera (Heroes of the Frontier) (2016)
- The Parade (2019)
- The Captain and the Glory (2019)
- The Museum of Rain (2021)
- El Todo (The Every) (2022)

### Cuentos
Colecciones:
- Jokes Told in Heaven About Babies (2003), como Lucy Thomas, colección.
- Guardianes de la intimidad (How We Are Hungry) (2004), colección de 15 cuentos:
"Another", "What It Means When a Crowd in a Faraway Nation Takes a Soldier Representing Your Own Nation, Shoots Him, Drags Him from His Vehicle and Then Mutilates Him in the Dust", "The Only Meaning of the Oil-Wet Water", "On Wanting to Have Three Walls up Before She Gets Home", "Climbing to the Window, Pretending to Dance", "She Waits, Seething, Blooming", "Quiet", "Your Mother and I", "Naveed", "Notes for a Story of a Man Who Will Not Die Alone", "About the Man Who Began Flying After Meeting Her", "Up the Mountain Coming Down Slowly", "There Are Some Things He Should Keep to Himself", "When They Learned to Yelp", "After I Was Thrown in the River and Before I Drowned"
- Short Short Stories (2005), parte de la serie Pocket Penguins, colección de 24 cuentos:
"You Know How to Spell Elijah", "This Certain Song", "What the Water Feels Like to the Fishes", "The Weird Wife", "This Flight Attendant (Gary, Is It?) Is On Fire!", "True Story - 1986 - Midwest - USA - Tuesday", "It is Finally Time to Tell the Story", "A Circle Like Some Circles", "On Making Someone a Good Man By Calling Him a Good Man", "The Definition of Reg", "How Long It Took", "She Needed More Nuance", "The Heat and Eduardo, Part I", "Of Gretchen and de Gaulle", "The Heat and Eduardo, Part II", "Sleep to Dreamier Sleep Be Wed", "On Seeing Bob Balaban in Person Twice in One Week", "When He Started Saying 'I Appreciate It' After 'Thank You'", "You'll Have to Save That For Another Time", "Woman, Foghorn", "How Do Koreans Feel About the Germans?", "Georgia is Lost", "They Decide To Have No More Death", "Roderick Hopes"
- 'How the Water Feels to the Fishes (2007), colección de 31 cuentos:
"Once a year", "Accident", "Old enough", "She needs a new journal", "Sooner", "The commercials of Norway", "Lily", "The boy they didn't take pictures of", "The fights not fought", "The horror", "How the water feels to the fishes", "How to do it", "Go-getters", "Deeper", "The battle between", "There are different kinds", "Alberto", "You still know that boy", "No safe harbor", "The bounty", "On making him a good man calling him a good man", "Thoughtful that way", "We can work it out", "No one knows", "The island from the window", "The anger of the horses", "California moved west", "How the air feels to the birds", "The man who", "Older than", "Steve again"

No publicados en colecciones:
- "The Man At The River" (2013)
- "We Like You So Much and Want to Know You Better" (2013)
- "The Alaska of Giants and Gods" (2014)
- "Understanding the Sky" (2015)

### Libros infantiles
Serie The Haggis-on-Whey World of Unbelievable Brilliance (como "Dr. and Mr. Doris Haggis-On-Whey", con Christopher Eggers, libros ilustrados):
1. Giraffes? Giraffes! (2003)
2. Your Disgusting Head (2001)
3. Animals of the Ocean, in Particular the Giant Squid (2006)
4. Cold Fusion (2008)
5. Children and the Tundra (2010)

Independientes:
- When Marlana Pulled a Thread (2011), libro ilustrado
- The Bridge Will Not Be Gray (2015), libro ilustrado
- Her Right Foot (2017), libro ilustrado
- The Lifters (2018)
- What Can a Citizen Do? (2018), libro ilustrado
- Abner & Ian Get Right-Side Up (2019), libro ilustrado
- Most of the Better Natural Things in the World (2019), libro ilustrado
- Tomorrow Most Likely (2019), libro ilustrado

### No ficción
- Una historia conmovedora, asombrosa y genial (A Heartbreaking Work of Staggering Genius) (2000), memorias
- Mistakes We Knew We Were Making (2000), memorias
- Teachers Have It Easy: The Big Sacrifices and Small Salaries of America's Teachers (2005), con Daniel Moulthrop y Nínive Clements Calegari, sociología
- Mange Tout: Teaching Your Children To Love Fruit And Vegetables Without Tears (2007), como Lucy Thomas, guía
- Zeitoun (2009), biografía
- It Is Right to Draw Their Fur: Animal Renderings (2010), dibujos
- Visitants (2013), viajes
- Ungrateful Mammals (2017), dibujos
- El monje de Moka (The Monk of Mokha) (2018), biografía
- Phoenix (2019), política

### Obras editadas y prologadas
- Drama in the Desert: The Sights and Sounds of Burning Man (2002), prólogo por Eggers ISBN 0972178902
- Surviving Justice: America's Wrongfully Convicted and Exonerated (2005), cocompilado con Lola Vollen, con una introducción por Scott Turow
- Stories Upon Stories (2016), antología de cuentos, editor y colaborador
- Some Recollections from a Busy Life: The Forgotten Story of the Real Town of Hollister, California (2016, por T.S. Hawkins), Eggers proporciona la introducción a una reimpresión de una autobiografía de su tatarabuelo originalmente publicado en 1913

## Adaptaciones
- A Hologram for the King (2016), película dirigida por Tom Tykwer, basada en la novela Un holograma para el rey
- Your Mother and I (2016), corto dirigido por Anna Maguire, basado en el cuento "Your Mother and I"
- El círculo (2017), película dirigida por James Ponsoldt, basada en la novela El Círculo